# 352 Gisela
Gisela è un asteroide della fascia principale del diametro medio di circa 20,27 km. Scoperto nel 1893, presenta un'orbita caratterizzata da un semiasse maggiore pari a 2,1937069 UA e da un'eccentricità di 0,1500960, inclinata di 3,38211° rispetto all'eclittica.
Stanti i suoi parametri orbitali, è considerato un membro della famiglia Flora di asteroidi.
Il suo nome è dedicato a Gisela Wolf, moglie dello scopritore.